# ۹۶۷ (قمری)
۹۶۷ (قمری)، نهصد و شصت و هفتمین سال در گاهشماری هجری قمری است. اول محرم این سال برابر با سیزدهم اکتبر سال ۱۵۵۹ میلادی است.